# Unión fiscal
La unión fiscal es la integración de la política fiscal de las naciones o estados. En una unión fiscal, las decisiones sobre la recaudación y gasto de impuestos son tomadas por instituciones comunes, compartidas por los gobiernos participantes. Una unión fiscal no implica la centralización del gasto y las decisiones tributarias a nivel supranacional. La centralización de estas decisiones abriría no solo la posibilidad de compartir el riesgo inherente a través del sistema supranacional de impuestos y transferencias, sino también la estabilización económica a través de la gestión de la deuda a nivel supranacional. Una gestión adecuada reduciría los efectos de los choques asimétricos que serían compartidos tanto con otros países como con las futuras generaciones. La unión fiscal también implica que la deuda no sería financiada por países individuales sino por un bono común.
En la Unión Europea, la unión fiscal se ha planteado como el siguiente paso hacia una integración europea más profunda, pero, a partir de octubre de 2019, sigue siendo en gran medida solo una propuesta. Si se produjera la unión fiscal, el gasto nacional y las tasas impositivas se establecerían a nivel del Consejo Europeo. Habría eurobonos en lugar de bonos nacionales individuales que financiarían la deuda colectiva en euros.

## Unión Europea
A menudo se propone que la Unión Europea debería adoptar una forma de unión fiscal. La mayoría de los Estados miembros de la UE participan en la unión económica y monetaria (UEM), basada en el euro, pero la mayoría de las decisiones sobre impuestos y gastos se mantienen a nivel nacional. Por tanto, aunque la Unión Europea tiene una unión monetaria, no tiene una unión fiscal.
Laruffa describe la gobernanza económica europea como «una constitución económica compuesta por normas, políticas y prácticas institucionales destinadas a establecer una combinación de políticas fiscales y monetarias, normas de competencia, regulaciones de los mercados financieros, el mercado único y políticas comerciales internacionales. Cuando se creó el euro, la política monetaria se estableció como una política centralizada, mientras que la política fiscal permaneció en manos de las autoridades nacionales bajo algunos arreglos institucionales para una política presupuestaria sólida y un control ex ante por parte de la Comisión Europea».
El control sobre la política fiscal se considera fundamental para la soberanía nacional, y en el mundo de hoy no existe una unión fiscal sustancial entre naciones independientes. Sin embargo, la UE tiene ciertos poderes fiscales limitados. Tiene un papel en la decisión del nivel del IVA (impuestos al consumo) y aranceles sobre el comercio exterior. También gasta un presupuesto de muchos miles de millones de euros. Además, existe un Pacto de Estabilidad y Crecimiento (PEC) entre los miembros de la Eurozona (área monetaria común) destinado a coordinar las políticas fiscales de los Estados miembros. Bajo el PEC, los Estados miembros informan sus planes económicos a la Comisión Europea y explican cómo van a lograr los objetivos presupuestarios a mediano plazo. Luego, la Comisión evalúa estos planes y el informe se envía al Comité Económico y Financiero para comentarios. Finalmente, el Consejo de Ministros de Economía y Hacienda decide por mayoría cualificada si acepta la recomendación de la Comisión al Estado miembro o reescribe el texto. Sin embargo, bajo el PEC, nunca se ha multado a ningún país por no cumplir los objetivos y el esfuerzo de sancionar a Francia y Alemania en 2003 no se cumplió. Por lo tanto, después de la crisis del euro, algunas personas en Europa sintieron la necesidad de una nueva unión con una influencia fiscal más poderosa entre los Estados miembros.
El 2 de marzo de 2012, todos los miembros de la Unión Europea, excepto la República Checa (que se unió más tarde) y el Reino Unido, firmaron el Pacto Fiscal Europeo, que fue ratificado el 1 de abril de 2014. El tratado está diseñado para implementar topes más estrictos en el gasto y endeudamiento del gobierno, incluidas sanciones automáticas para los países que infrinjan las reglas. Los resultados del tratado sobre la economía de la Eurozona, aún no se conocen.
Con la profundización de la crisis de la zona del euro, los académicos han puesto cada vez más atención en completar el aspecto fiscal de la unión monetaria. Marzinotto, Sapir y Guntram Wolff (2011), por ejemplo, fueron de los primeros en pedir recursos fiscales adecuados a nivel federal que permitieran estabilizar el sistema financiero y, si fuera necesario, ayudar a los países individuales (¿Qué tipo de unión fiscal? Archivado el 22 de octubre de 2013 en Wayback Machine.).

## Ventajas de la unión fiscal
Una moneda común y una tasa de interés estándar son difíciles de administrar sin una unión fiscal que genere costos de endeudamiento similares. La crisis de la deuda europea demostró que la unión monetaria no puede funcionar bien sin una unión fiscal. Los desequilibrios macroeconómicos no pueden gestionarse sin una estructura federal estándar que organice el gasto y la recaudación de ingresos en la Eurozona.  De lo contrario, los choques asimétricos afectarán la estabilidad del euro.  Por lo tanto, la combinación de la política fiscal nacional con el sistema monetario europeo es insostenible.  Una unión fiscal bajo un control democrático adecuado dirigido por un ministerio de finanzas de la Unión Europea proporcionaría a la Unión estabilidad y fortaleza, compartiendo el riesgo crediticio a través de la imposición de una política fiscal estricta.
En opinión de algunos economistas, la unión fiscal europea¸ con instituciones sólidas podría gestionar la economía de la UE en su conjunto de forma más adecuada. Los beneficios de esta unión se verían tanto a corto como a largo plazo. En caso de una futura crisis, la probabilidad de su aparición disminuiría, y en caso de ocurrir sería menos severa. El surgimiento de la unión fiscal garantizará una mayor credibilidad hacia los países europeos en desarrollo porque los riesgos serán compartidos entre todos los Estados miembros. Los países más débiles de la zona euro se beneficiarían de compartir los mismos bonos en euros que los países más solventes. Además, una política fiscal centralizada introducirá más herramientas para la implementación de una política particular en lugar de políticas nacionales. Al transferir algunas responsabilidades fiscales al centro, se compensaría la disminución de cierta capacidad de estabilización a nivel de país como resultado del control activo de los presupuestos nacionales.